# Antônio de Souza Lobo

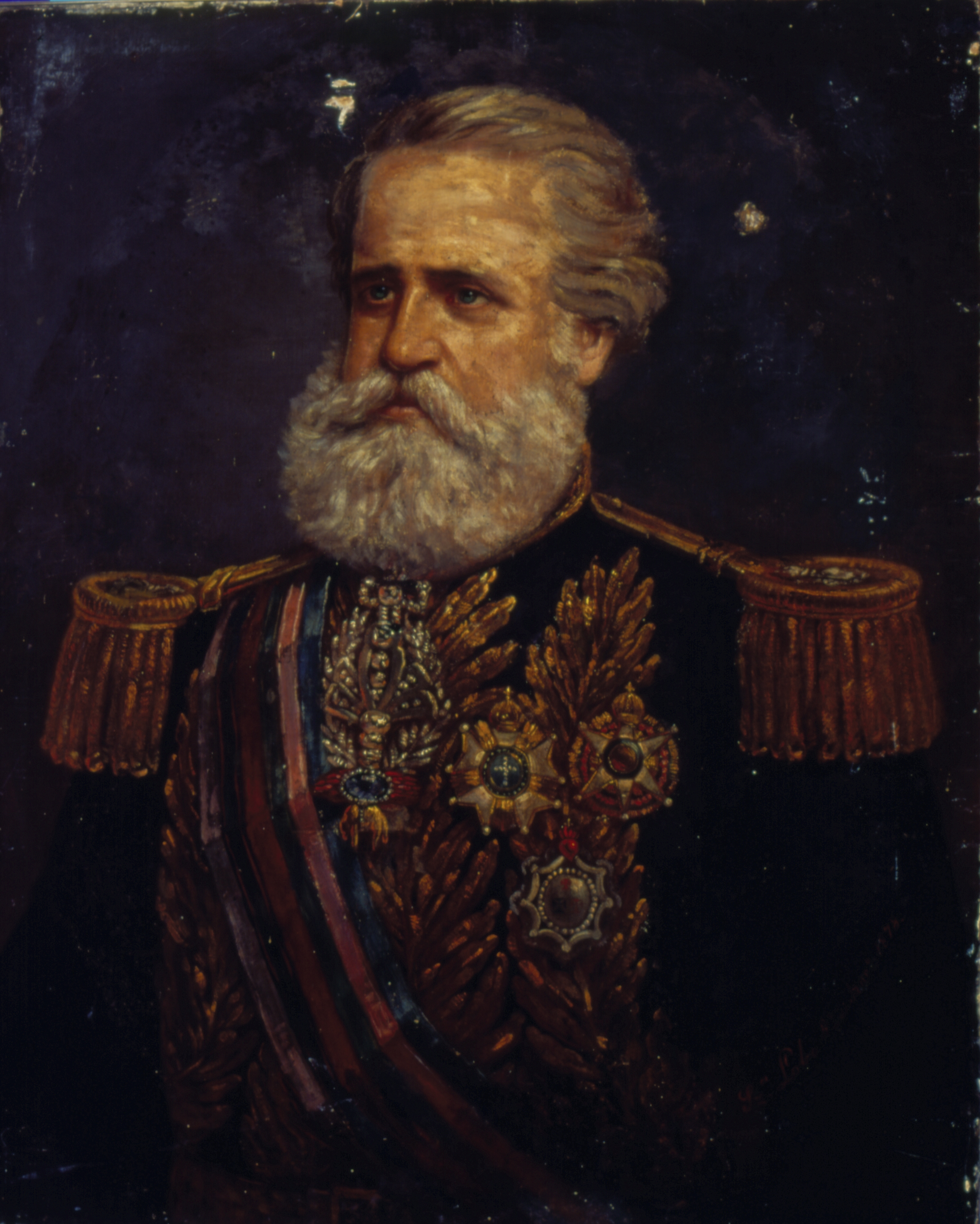
Retrato de D.Pedro II, 1879, exposto no Museu Paulista.

Antônio Araújo Souza Lobo (Campos dos Goytacazes, 26 de fevereiro de 1840 - Rio de Janeiro, 1 de fevereiro de 1909), mais conhecido como Antônio de Souza Lobo, foi um pintor, professor, fotógrafo e restaurador brasileiro. Em sua atuação, foi pioneiro no uso da fotografia e na adoção de técnicas de pintura, em especial no ensino da arte. Dedicou-se à pintura histórica.
Tem pinturas expostas no Museu Nacional de Belas Artes e no Museu Paulista. É especialmente conhecida sua representação de Dom Pedro II.
Formou-se na Academia Imperial de Belas Artes, sob a supervisão de Agostinho da Mota, Augusto Müller e Victor Meirelles. Lecionou pintura no Liceu de Artes e Ofícios, na década de 1870. Também na década de 1870, participou de um projeto de modernização do ensino da arte, chamado Acropolio, em que se priorizava o ensino artístico plural.
Foi agraciado com a Ordem Imperial da Rosa.
Escreveu Belas Artes - Considerações sobre a Reforma da Academia.